# 푸드코트

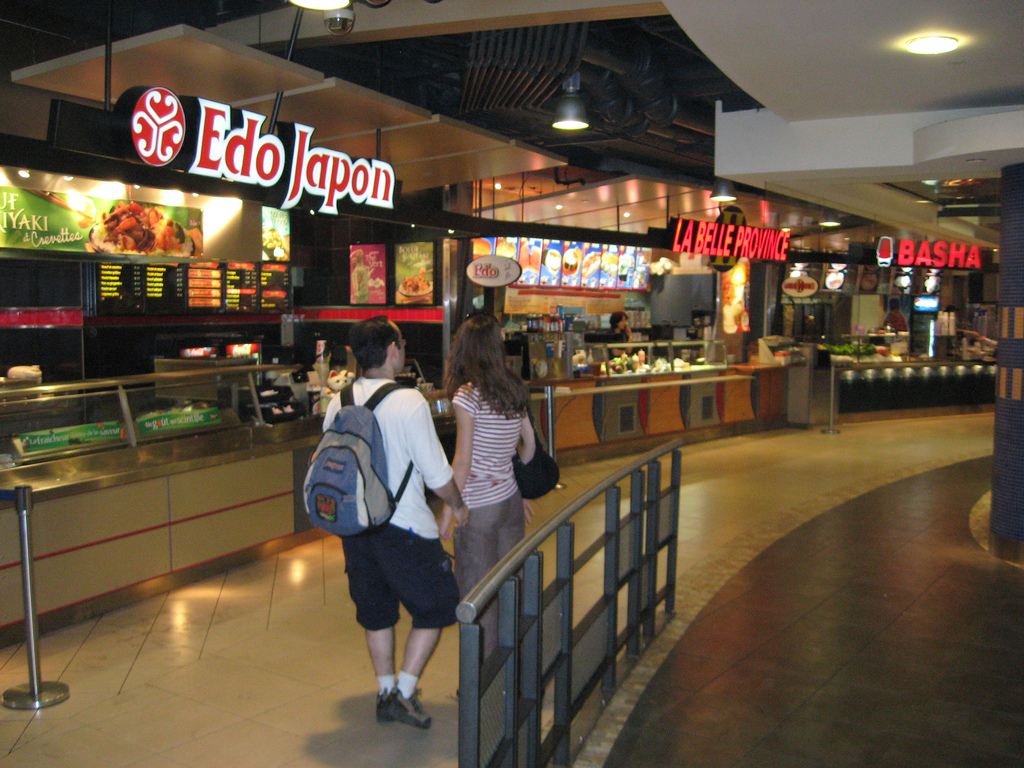
푸드코트

푸드코트(food court)는 백화점, 쇼핑몰, 할인점, 공항, 경기장, 마트 등의 건축물에서 여러 종류의 레스토랑이 모여있는 장소를 말한다. 한식, 일식, 중식, 양식, 분식이 있다. 구조는 큰 광장의 가운데에 음식을 먹을 수 있는 테이블이 모였고, 광장의 가장자리에 음식을 만드는 조리식당이 있으며 손님이 셀프 서비스 형태로 먹는 형태가 많다. 일반적인 음식을 취급하는 식당도 있지만 유동인구를 최대한 수용하기 위해 조리 과정이 간편하고 먹는 시간도 길지 않은 패스트푸드 종류가 많다. 그리고 입구에 음식모형이 있을 때가 많다.

## 같이 보기
- 카페테리아
- 호커 센터